# بن افلک
بنجامین جیزا افلک (انگلیسی: Benjamin Géza Affleck؛ زادهٔ ۱۵ اوت ۱۹۷۲) بازیگر و فیلم‌ساز آمریکایی است. او کارش را در کودکی با بازی در مجموعهٔ آموزشی سفر دریایی میمی (۱۹۸۴، ۱۹۸۸) از شبکهٔ پی‌بی‌اس آغاز کرد. او سپس در کمدی مستقل مات و مبهوت (۱۹۹۳) و چند کمدی ساختهٔ کوین اسمیت، شامل به دنبال ایمی (۱۹۹۷)، حضور یافت.
افلک هنگامی که به‌همراه مت دیمون بابت نگارش ویل هانتینگ خوب (۱۹۹۷) برندهٔ جایزهٔ اسکار بهترین فیلم‌نامه غیراقتباسی شدند، به شهرت بیشتری رسید. او خودش را به‌عنوان بازیگر نقش اصلی در فیلم‌های استودیویی، شامل فیلم فاجعه‌ای آرماگدون (۱۹۹۸)، فیلم اکشن بازی‌های گوزن قطبی (۲۰۰۰)، درام جنگی پرل هاربر (۲۰۰۱) و فیلم هیجان‌انگیز مجموع همه ترس‌ها (۲۰۰۲) مطرح کرد. پس از وقوع روندی کاهشی در حرفه‌اش، افلک با به تصویر کشیدن جرج ریوز در فیلم زندگی‌نامه‌ای هالیوودلند (۲۰۰۶) دوباره آغاز به کار کرد و برندهٔ جام ولپی بهترین بازیگر مرد شد.
نخستین تجربهٔ کارگردانی افلک، رفته عزیزم رفته (۲۰۰۷) که نویسندهٔ مشترک آن نیز بود، با استقبال خوبی روبه‌رو شد. او سپس کارگردانی درام جنایی شهر (۲۰۱۰) و تریلر آرگو (۲۰۱۲) را بر عهده داشت و در آن نیز ایفای نقش کرد که هر دو با موفقیت همراه بودند. او برای آرگو جایزهٔ بفتای بهترین کارگردانی و اسکار بهترین فیلم را کسب کرد. از آن زمان، افلک نقش اصلی فیلم روان‌شناختی دختر گمشده (۲۰۱۴) را بازی کرد و بتمن را در دنیای توسعه‌یافته دی‌سی به تصویر کشید. او نقش‌های مکمل درام‌های آخرین دوئل (۲۰۲۱)، کافه امید (۲۰۲۱) و ایر (۲۰۲۳) را داشت که آخرین فیلم را خودش نیز کارگردانی کرد.

## زندگی شخصی
بنجامین جیزا افلک-بولدت در ۱۵ اوت ۱۹۷۲ در برکلی، کالیفرنیا به دنیا آمد. هنگامی که سه ساله بود خانواده‌اش به ماساچوست نقل مکان کردند و در فالموت ساکن شدند. برادرش کیسی در همین مکان به دنیا آمد و پس از آن در کمبریج مستقر شدند. مادرش معلم مدرسه ابتدایی و دانش‌آموختهٔ دانشگاه هاروارد بود. پدرش نمایش‌نامه‌نویس مشتاقی بود که «اکثراً بیکار» توصیف شده است. او هرازگاهی به‌عنوان نجار، مکانیک خودرو، دلال شرط‌بند، برقکار، بارمن، و سرایدار در هاروارد مشغول به کار بود. او در میانهٔ دههٔ ۱۹۶۰ بازیگر و مدیر صحنه در کمپانی تئاتر بوستون بوده است.
در دوران کودکی افلک، پدرش به قول خودش «مشکل شدید و مزمن اعتیاد به الکل داشت» و افلک به یاد می‌آورد که پدرش «تمام روز … هر روز» مشروب می‌خورد. پدرش «خیلی سخت‌گیر» بود، و افلک در سن ۱۱ سالگی که والدینش طلاق گرفتند، احساس «تسکین» داشت و پدرش از خانه خانوادگی خارج شد. پدرش به نوشیدن شدید مشروبات الکلی ادامه داد و در نهایت بی‌خانمان شد و دو سال را در خیابان‌های کمبریج گذراند. وقتی افلک ۱۶ ساله بود، پدرش وارد یک مرکز توانبخشی در ایندیو، کالیفرنیا شد. او برای حفظ پاکی خود به مدت ۱۲ سال در این مرکز زندگی کرد و در آنجا به عنوان مشاور اعتیاد مشغول به کار شد.
افلک در یک خانواده به لحاظ سیاسی فعال و لیبرال بزرگ شد. او و برادرش کیسی با افرادی که در عرصهٔ هنر کار می‌کردند در تعامل بودند؛ پسرها به‌طور مرتب با مادرشان در اجراهای تئاتر شرکت می‌کردند و تشویق شدند تا فیلم‌های خانگی خود را بسازند. دیوید ویلر، دوست خانوادگی، بعداً از افلک به‌عنوان کودکی «بسیار باهوش و به شدت کنجکاو» یاد کرد. برادران به‌خاطر دوستی مادرشان با یک مسئول انتخاب بازیگر در منطقه کمبریج، برای ایفای نقش در تبلیغات محلی و تولیدات سینمایی تست بازیگری دادند و افلک نخستین بار در هفت سالگی به صورت حرفه‌ای بازیگری کرد. مادرش دستمزد او را در صندوق وجوه امانی کالج پس‌انداز کرد و امیدوار بود که پسرش در نهایت معلم شود، زیرا نگران بود که بازیگری حرفه غیر مطمئن و بیهوده‌ای است. وقتی افلک ۱۳ ساله بود، او یک برنامه تلویزیونی برای کودکان در مکزیک فیلمبرداری کرد. او طی یک سالی که با مادر و برادرش در سراسر کشور سفر کرد، صحبت کردن به زبان اسپانیایی را آموخت.
بن افلک در مصاحبه‌ای اعلام کرد جدایی از جنیفر گارنر مادر هر سه فرزندش بزرگ‌ترین افسوس زندگی‌اش را به دنبال داشته است. اعتیاد بن به الکل و مشکلات ناشی از آن اصلی‌ترین عامل جدایی این زوج بوده است. با این حال بن و جنیفر برای سرپرستی فرزندانشان که به شکل قانونی به جنیفر واگذار شده است با هم تعامل خوبی دارند.

## زندگی هنری
در سن ۱۴ سالگی به او پیشنهاد بازی در یک سریال تلویزیونی با عنوان «سفر دریایی با میمی» داده شد. بن با دوست قدیمی‌اش مت دیمون به کلاس تئاتر می‌رفت و در چند فیلم نیز با هم بازی کردند. به این ترتیب او استعداد بازیگری خود را از همان دوران کودکی به همگان نشان داد. سال‌های نوجوانی بن با بازی در فیلم‌هایی چون «دستان غریبه» (۱۹۸۷) و «سفر دریایی میمی» سپری شد. اولین و بزرگترین نقشی که بن در آن بازی کرد فیلم «مات و مبهوت» در سال ۱۹۹۳ بود. بن افلک، در سال ۲۰۰۶ در فیلم سرزمین هالیوود توجه بسیاری از مخاطبان سینما را به خود جلب کرد و با بازی در فیلم پرل هاربر به شهرت رسید. بن افلک در سال ۲۰۱۳ به دلیل کارگردانی فیلم آرگو برنده جایزه معتبر گلدن گلوب گردید. آرگو ساخته بن افلک موفق شد جایزه بهترین فیلم آکادمی اسکار ۲۰۱۳ را نیز کسب کند. بن در فیلم بتمن در برابر سوپرمن: طلوع عدالت، در نقش بتمن مقابل سوپرمن با بازی هنری کویل (بازیگر سوپرمن در مرد فولادی) قرار گرفت. تولید این فیلم سال ۲۰۱۴ آغاز شد و در تابستان سال ۲۰۱۵ اکران شد. زک اسنایدر کارگردان و کریستوفر نولان تهیه‌کننده فیلم سوپرمن مرد فولادی بودند. پیش‌تر احتمال می‌رفت که نقش بتمن را در این فیلم کریستین بیل بازیگر انگلیسی عهده‌دار شود که در سه فیلم آخر بتمن، نقاب این قهرمان افسانه‌ای را روی صورت گذاشته بود.